# Leon Poniedziałek
Leon Poniedziałek (ur. 2 września 1911 w Krzelowie, zm. 6 maja 1967) – polski agrotechnik i polityk ruchu ludowego, poseł na Sejm PRL II, III i IV kadencji.

## Życiorys
Syn Walentego. Ukończył Średnią Szkołę Rolniczą w Żyromiach, uzyskując zawód agrotechnika. Przed II wojną światową zatrudniony był jako instruktor przysposobienia rolniczego i jako instruktor ogrodnictwa i hodowli. W 1939 uczestniczył w kampanii wrześniowej. Znalazł się w niewoli niemieckiej, z której uciekł. Pracował podczas okupacji niemieckiej jako robotnik rolny. W latach 1946–1947 był zatrudniony w Biurze Rolnym Starostwa Powiatowego w Zawierciu, a od lutego 1947 do końca 1948 w tamtejszym Powiatowym Zarządzie Związku Samopomocy Chłopskiej. W latach 1949–1950 pracował jako powiatowy inspektor oświaty rolniczej.
W latach 1948–1950 był sekretarzem kolejno Powiatowego Zarządu Stronnictwa Ludowego i Powiatowego Komitetu Wykonawczego Zjednoczonego Stronnictwa Ludowego, w latach 1948–1949 jako prezes powiatowych struktur SL. Od czerwca 1950 do lipca 1951 pełnił funkcję sekretarza Wojewódzkiej Komisji Kontroli Partyjnej ZSL, a następnie do 1955 sekretarza Wojewódzkiego Komitetu ZSL. Od 1955 był prezesem Wojewódzkiego Komitetu ZSL w Katowicach, zasiadając także w Naczelnym Komitecie partii. W 1957, 1961 i 1965 uzyskiwał mandat posła na Sejm PRL w okręgu Częstochowa. W trakcie II kadencji zasiadał w Komisji Spraw Wewnętrznych, następnie w III i IV w Komisji Mandatowo-Regulaminowej. Zmarł w trakcie IV kadencji.

## Odznaczenia
- Order Sztandaru Pracy II klasy (1960)
- Krzyż Kawalerski Orderu Odrodzenia Polski (1958)
- Złoty Krzyż Zasługi (1955)[1]
- Medal 10-lecia Polski Ludowej (1955)[2]
- Odznaka 1000-lecia Państwa Polskiego[3]
- Złota Odznaka „Zasłużonemu w Rozwoju Województwa Katowickiego”